# Brodoa
Brodoa — рід грибів родини Parmeliaceae. Назва вперше опублікована 1987 року.

## Класифікація
До роду Brodoa відносять 3 види:
- Brodoa atrofusca
- Brodoa intestiniformis
- Brodoa oroarctica